# اونگ هیوت
آونگ هیوت (خمر: អ៊ឹង ហួត؛ زادهٔ ۱ ژانویهٔ ۱۹۴۵) سیاستمدار اهل کامبوج است. وی از ۶ اوت ۱۹۹۷ تا ۳۰ نوامبر ۱۹۹۸ نخست‌وزیر این کشور بود.